# Novela indigenista
Novela indigenista (pl. "powieść indygenistyczna") – odmiana powieści iberoamerykańskiej powstała na przełomie XIX i XX wieku, opowiadająca o problemach ludności indiańskiej w Ameryce Łacińskiej (bieda, dyskryminacja), a także czasem o folklorze tej ludności. Powieści tego typu pisane były w poetyce realizmu.
Należy do nich m.in. Świat jest szeroki i obcy Cira Alegríi.